# 北進統一
北進統一（ほくしんとういつ、朝鮮語: 북진통일 / 北進統一）とは、南北に分断した分断国家で南側の勢力主導で国家統一を図ることで、特に大韓民国初代大統領・李承晩が打ち出した朝鮮半島統一構想を指す。

## 概要
1945年8月15日に大日本帝国がポツダム宣言を受諾し、第二次世界大戦に降伏した後、連合国は朝鮮を植民地解放闘争の戦勝国とは扱わなかった。
1945年2月に連合国の首脳が合意したヤルタ協定に基づき、朝鮮半島の北緯38度線を境に、北部はソ連軍が、南部はアメリカ軍が占領した。日本の降伏による解放後、1945年中に連合軍軍政期の朝鮮には朝鮮建国準備委員会（建準）が樹立されていたが、北部ではソ連軍が建準を通した間接統治を進め、南部ではアメリカ軍によって建準が解体され、日本の旧植民地統治機構を一部復活させての在朝鮮アメリカ陸軍司令部軍政庁による直接統治が敷かれた。
ソ連もアメリカも国際連合を通して南北統一総選挙を模索したものの、東西冷戦の進展から米ソ対立には折り合いが付かず、1948年5月10日に朝鮮半島南部単独選挙が実施された。大統領に選出された李承晩は、大韓民国を反共主義の基地とし、建国後に戦争で既に朝鮮半島北部に存在した北朝鮮人民委員会による社会主義政権を打倒すればよいと考えた。
1948年8月15日に李承晩大統領の下で朝鮮半島南部単独で大韓民国が建国された翌月の1948年9月9日、残る朝鮮半島北部では金日成首相の下で朝鮮民主主義人民共和国が建国された。両国の建国後、それぞれ北朝鮮の金日成は「国土完整」を、南朝鮮の李承晩は「北進統一」を人々に訴え、南北両政府は互いの併呑を模索した。
1950年6月25日、朝鮮人民軍の南進により朝鮮戦争が勃発した後、1953年7月27日の朝鮮戦争の休戦協定を戦争当事国であったアメリカ合衆国、中華人民共和国、朝鮮民主主義人民共和国（北朝鮮）が批准したにもかかわらず大韓民国が批准しなかったのは、李承晩が北進統一に固執したからだと言われる。大韓民国が休戦協定を批准しなかったことは、北朝鮮に「南朝鮮傀儡を相手にせず」との口実を与えた。
1953年7月27日以後も朝鮮戦争は休戦状態のままであることなどから、大韓民国国軍では全ての男性に対する徴兵制度が導入されている。
休戦協定による事実上の停戦後、韓国は1970年代後半から1980年代にかけて急激な経済成長を続け、総合的な国力で北朝鮮を突き放し、1996年にはOECDに加盟を承認されるなど、政治・経済面で北朝鮮は守勢状態になり、北朝鮮はドイツ型の吸収統一（韓国による北朝鮮の吸収）を防ぐのに精一杯の状態となったが、東欧やソ連のような体制転覆の動きが起こらず、近年における核兵器の保有、さらに2024年の金正恩による韓国敵視政策により南北朝鮮の統一は最早、暗礁に乗り上げている。

## 脚註
1. ↑  田中 2011, p. 7.
2. ↑  田中 2011, p. 9.